# خط ۳ متروی تهران
خط ۳ مترو تهران یک خط درون‌شهری در ۳۳٫۷ کیلومتر با ٣۴ ایستگاه ( ۲۵ ایستگاه فعال) است که ایستگاه مترو قائم در شمال شرقی تهران را به ایستگاه مترو آزادگان در جنوب غربی تهران می‌رساند.
طرح توسعه خط فرعی از ایستگاه نوبنیاد تا خیابان باهنر (ایستگاه نیاوران و شهید باهنر) موجب اتصال کامل شمال شهر تهران از قائم تا تجریش به خطوط مترو می‌گردید که با فروش زمین ایستگاه‌های این مسیر فرعی (به مجموعه اطلس مال) این طرح توسعه پیش از آغاز به حفاری تونل‌ها منتفی گردید.

## پیشینه
این خط در ایستگاه مترو شهید بهشتی با خط ۱، در ایستگاه مترو میدان ولیعصر با خط ۶، در ایستگاه مترو تئاتر شهر با خط ۴ و در ایستگاه مترو مهدیه با خط ۷ تقاطع دارد. این خط از ایستگاه مترو شهید بهشتی در درازا این خیابان به سوی غرب ادامه مسیر داده و سپس وارد خیابان حضرت ولی‌عصر (عج) شده و در درازا این خیابان به سوی جنوب تا میدان راه‌آهن ادامه مسیر یافته و سپس به سمت بوستان ولایت و بزرگراه آزادگان در جنوب غربی تهران متمایل می‌شود.
عملیات ساخت خط ۳ مترو تهران از سال ۱۳۸۶ در جنوب غرب تهران آغاز شده‌است که بخش اول آن در قسمت مرکزی و حد فاصل ایستگاه مترو شهید بهشتی و ایستگاه مترو تئاتر شهر در آذر ماه ۱۳۹۱ و بخش دوم آن از ایستگاه مترو تئاتر شهر تا ایستگاه مترو آزادگان در اردیبهشت ماه ۱۳۹۳ به بهره‌برداری رسید. در نهایت در ۳۱ شهریورماه ۱۳۹۴ نیمه شمالی خط از ایستگاه مترو شهید بهشتی تا انتهای شمالی خط یعنی ایستگاه مترو قائم افتتاح شد. توسعه این خط به سمت شمال شرقی و جنوب غربی در حال انجام است در بخش توسعه شمال شرقی، این خط از ایستگاه مترو شهید بهشتی به سمت شرق خیابان شهید بهشتی امتداد مسیر داده و در محل میدان سبلان به سمت شمال متمایل می‌شود و با گذر از زیر بزرگراه صیاد شیرازی به میدان نوبنیاد می‌رسد و پس از آن به دو شاخه تقسیم می‌شود. شاخه اول به سمت اقدسیه و شهرک قائم ادامه یافته و در نهایت به میدان قائم می‌رسد و شاخه دوم در طول خیابان نیاوران ادامه یافته و پس از عبور از جنوب پارک نیاوران به ابتدای خیابان شهید باهنر می‌رسد. در بخش توسعه جنوب و جنوب غربی این خط از ایستگاه مترو آزادگان به سمت اسلامشهر امتداد مسیر داده و در نهایت به شهر جدید پرند می‌رسد. لازم است ذکر شود که طبق طراحی نخستین، خط ۳ در ابتدا قرار بود در امتداد خیابان مجیدیه ساخته شود و با بازنگری در طراحی‌ها مسیر این خط از خیابان مجیدیه به بزرگراه شهید صیاد شیرازی تغییر یافت.
این خط مانند سایر خطوط مترو از ابتدای صبح ساعت ۵:۳۰ تا ساعت ۲۲:۳۰ به جابه‌جایی مسافران می‌پردازد، با این تفاوت که فاصله گذر قطارها در سایر خطوط حداقل ۲ دقیقه و حداکثر ۵ دقیقه می‌باشد که متأسفانه خط ۳ با فاصله گذر ۷ دقیقه‌ای باعث ایجاد تراکم بیش از حد در ساعت‌های پیک ترافیک (ابتدای صبح و ساعات پایان کار) گردیده که این عدم مناسب بودن فاصله گذر قطارها موجب ایجاد بسیاری از نارضایتی‌ها مردمی و اجتماعی می‌باشد.

## ایستگاه‌ها
| کد ایستگاه | نام ایستگاه           | تقاطع با مترو   | تقاطع با بی‌آرتی | آدرس                                                          |
| ---------- | --------------------- | --------------- | --------------- | ------------------------------------------------------------- |
| Y3         | قائم                  |                 |                 | میدان اول شهرک قائم                                           |
| X3         | شهید محلاتی           |                 | BRT 9           | بزرگراه ارتش، چهارراه مینی سیتی                               |
| W3         | اقدسیه                |                 |                 | خیابان موحد دانش، نبش خیابان ندا                              |
| V3         | نوبنیاد               | انشعاب خط ۳ و   |                 | میدان نوبنیاد                                                 |
| U3         | حسین‌آباد              |                 |                 | تقاطع بزرگراه صیاد شیرازی و خیابان بطحایی                     |
| T3         | هروی                  |                 |                 | بزرگراه صیاد شیرازی، بالاتر از خیابان موسوی                   |
| S3         | شهید زین‌الدین         | ۹ 9             |                 | بزرگراه صیاد شیرازی، تقاطع خیابان گیلان                       |
| R3         | خواجه عبدالله انصاری  | ۸ 8             |                 | بزرگراه صیاد شیرازی، تقاطع خیابان خواجه عبدالله انصاری        |
| Q3         | صیاد شیرازی           |                 |                 | بزرگراه صیاد شیرازی، ابتدای خیابان مسیل باختر                 |
| P3         | قدوسی                 |                 |                 | چهارراه قصر، ابتدای خیابان بهشتی                              |
| O3         | سهروردی               |                 |                 | خیابان بهشتی، تقاطع خیابان سهروردی                            |
| N3         | بهشتی                 |                 |                 | تقاطع خیابان‌های بهشتی و مفتح                                  |
| M3         | میرزای شیرازی         |                 |                 | خیابان بهشتی، تقاطع خیابان میرزای شیرازی                      |
| L3         | میدان جهاد            |                 | BRT 7           | خیابان ولی‌عصر، ابتدای خیابان دکتر فاطمی                       |
| K3         | میدان ولی‌عصر          |                 | BRT 7           | میدان ولی‌عصر                                                  |
| I3         | تئاتر شهر             |                 | BRT 1 و BRT 7   | چهارراه ولی‌عصر                                                |
| G3         | دانشگاه امام علی      |                 |                 | خیابان امام خمینی، روبه‌روی دانشگاه افسری امام علی             |
| F3         | منیریه                |                 | BRT 7           | میدان منیریه                                                  |
| D3         | مهدیه                 |                 | BRT 2 و BRT 7   | خیابان ولی‌عصر، تقاطع خیابان مولوی                             |
| C3         | راه‌آهن                |                 | BRT 7           | میدان راه‌آهن                                                  |
| B3-1       | جوادیه                |                 |                 | خیابان دشت آزادگان، حدفاصل خیابان رباط کریم و پل جوادیه       |
| B3         | زمزم                  |                 |                 | بزرگراه چراغی، خروجی خیابان برادران حسنی                      |
| A3         | شهرک شریعتی           | ۸ 8             |                 | بزرگراه چراغی، تقاطع خیابان مهران                             |
| A3-1       | عبدل‌آباد              |                 | BRT 10          | بزرگراه چراغی، ابتدای خیابان ورزش                             |
| A3-2       | نعمت‌آباد              |                 | BRT 10          | بزرگراه سعیدی، تقاطع خیابان سهیل                              |
| A3-3       | آزادگان               |                 | BRT 10          | بزرگراه سعیدی، نرسیده به آزادگان، تقاطع خیابان حیدری          |
|            | چهاردانگه             |                 |                 | شهر چهاردانگه، جاده تهران-ساوه، سه راه بوتان                  |
|            | شاطره                 |                 |                 | شهر شاطره، جاده تهران-ساوه، تقاطع خیابان رجایی                |
|            | میدان نماز            |                 |                 | اسلامشهر، میدان نماز                                          |
|            | سلمان فارسی           |                 |                 | اسلامشهر، تقاطع بلوار بسیج و خیابان سلمان فارسی               |
|            | میدان قائم (اسلامشهر) |                 |                 | اسلامشهر، میدان قائم                                          |
|            | گلستان                |                 |                 | شهر گلستان                                                    |
|            | رباط کریم             |                 |                 | شهر رباط کریم                                                 |
|            | شهر پرند              | انشعاب اول خط ۱ |                 | شهر پرند، بلوار باهنر، بین میدان آزادی و بلوار علامه طباطبایی |

## دپو
پایانه آزادگان در جنب بزرگراه‌های آزادگان و سعیدی واقع شده که فاز نخست آن با ۲۵ هکتار وسعت، امکان توقف ۵۶ رام قطار را دارد. البته فاز توسعه‌ای پایانه مذکور، جهت تعمیر و نگهداری قطارهای خط ۱۱ (که هنوز عملیات ساخت آن آغاز نشده است) در نظر گرفته شده که یک سازه زیرزمینی دو طبقه را شامل می‌شود. گفتنی است مسیر دسترسی به پایانه آزادگان از محدوده خیابان آیت‌ا... سعیدی (سه‌راه اسلامشهر) شروع شده و به صورت تونلی به محدوده اصلی پایانه راه پیدا می‌کند. طول این تونل حدود ۸۰۰ متر است که مراحل مختلف اجرای آن در حال پیگیری است. عملیات اجرایی و تجهیز کارگاه پروژه احداث پایانه آزادگان از آبان ماه سال ۱۳۹۹ و همزمان با شروع پروژه توسعه جنوبی خط ۳ مترو آغاز شده است. این پایانه قرار است در ۳ فاز مختلف شامل احداث پارکینگ در فاز نخست، تعمیرگاه در فاز ۲ و خط تست و لوپ در فاز ۳ به مرحله اجرا درآید. مجری خط سه مترو تهران اعلام کرد: عملیات اجرایی پروژه احداث پایانه و پارکینگ آزادگان که مربوط به قطارهای این خط شبکه مترو تهران می‌شود، در پنج جبهه کاری ادامه داشته و تمهیدات لازم جهت سرعت گرفتن روند پیشرفت فیزیکی پایانه اندیشیده شده است.

## توسعه

### توسعه جنوبی
قرار است خط ۳ متروی تهران در دو فاز از ایستگاه آزادگان تا ایستگاه پرند در تقاطع خط ۱ ادامه پیدا کند که ایستگاه های آن به شرح زیر است.
فاز اول: ایستگاه متروی چهاردانگه-ایستگاه متروی شاطره-ایستگاه متروی میدان نماز-ایستگاه متروی سلمان فارسی-ایستگاه متروی میدان قائم (اسلامشهر)
فاز دوم: ایستگاه متروی شهر گلستان-ایستگاه متروی شهر رباط کریم-ایستگاه متروی شهر پرند

### انشعاب خط ۳ (خط باهنر)
این انشعاب که برای متروی تهران پیش‌بینی شده از ایستگاه متروی نوبنیاد در تقاطع خط ۳ و خط ۱۰ آغاز و بعد از گذشتن از ایستگاه متروی نیاوران به ایستگاه متروی باهنر واقع در خیابان باهنر بین خیابان آقایی و میدان یاسر می‌رسد.

## نگارخانه

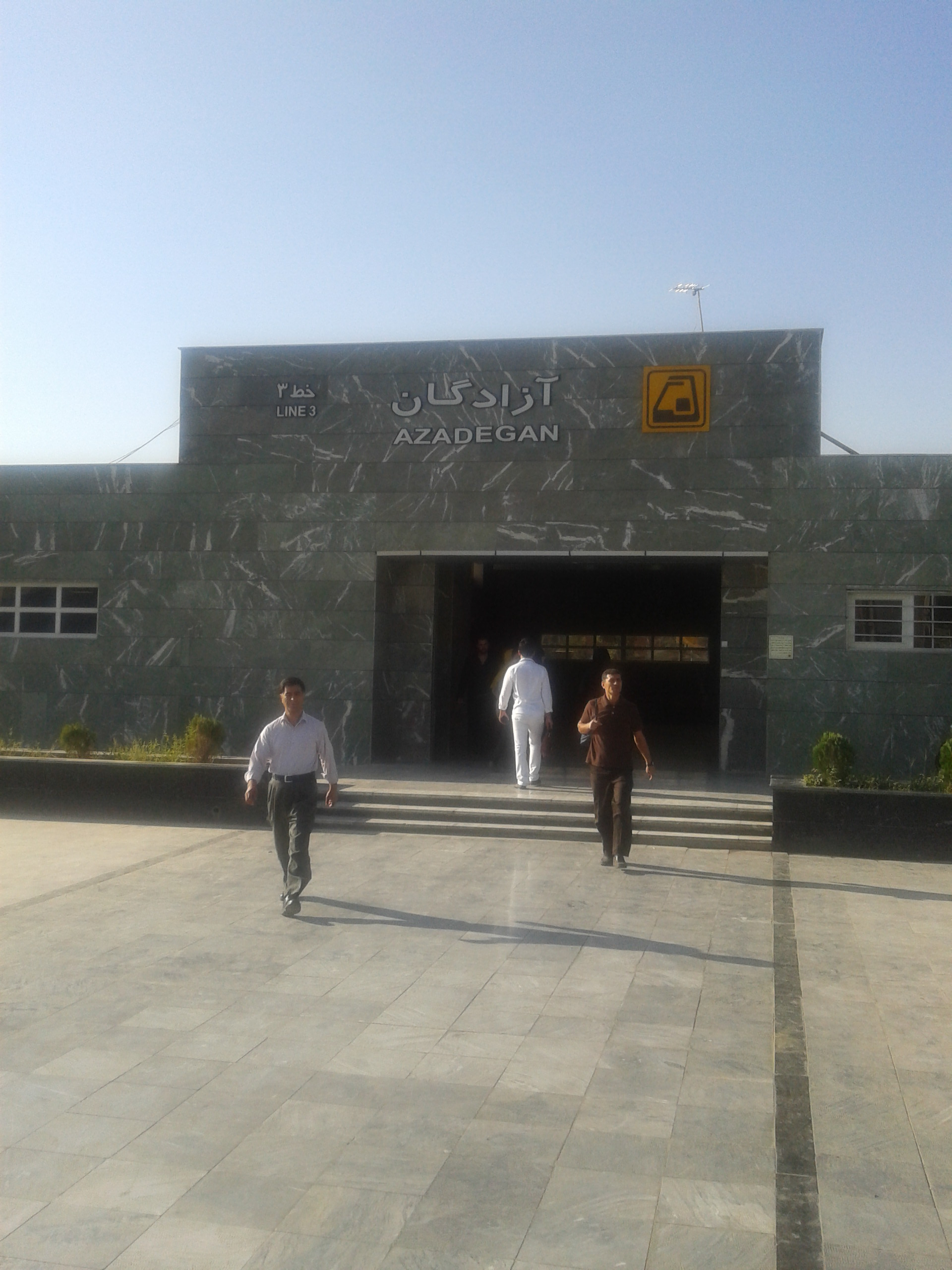
آزادگان
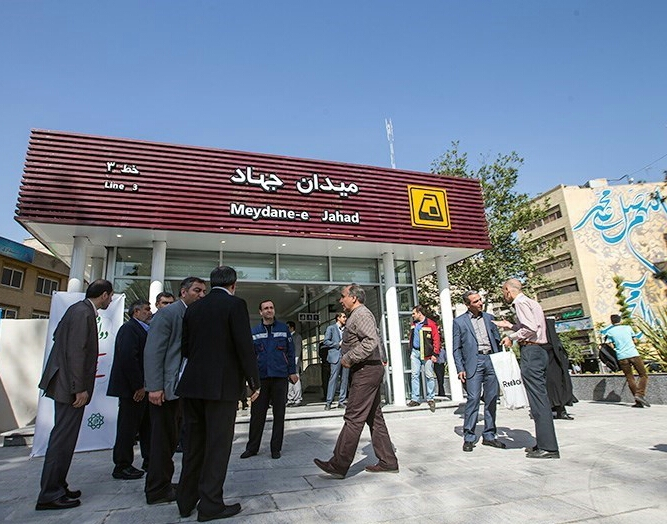
میدان جهاد
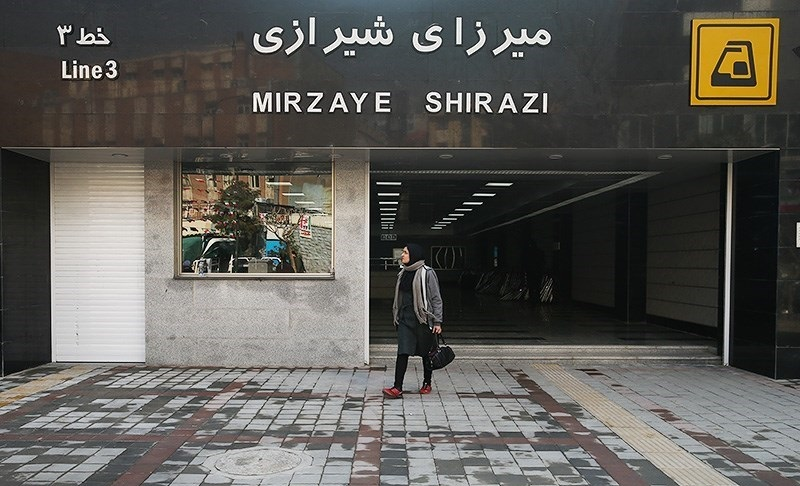
میرزای شیرازی
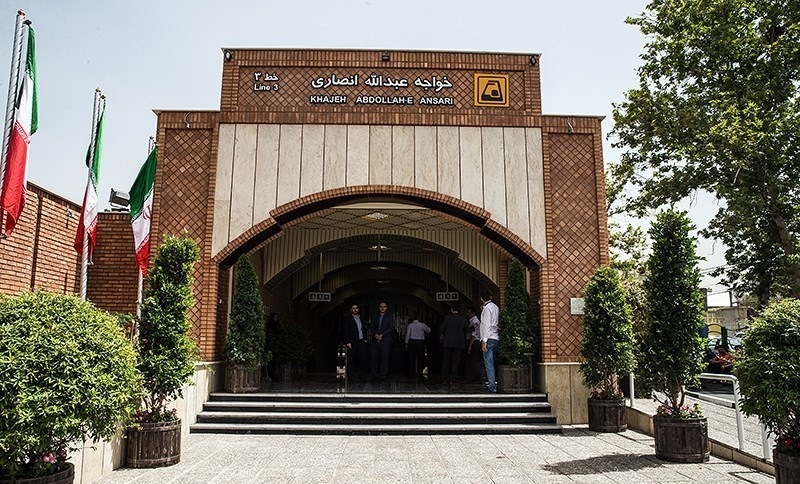
خواجه عبدالله انصاری